# Salman Khan (Pädagoge)

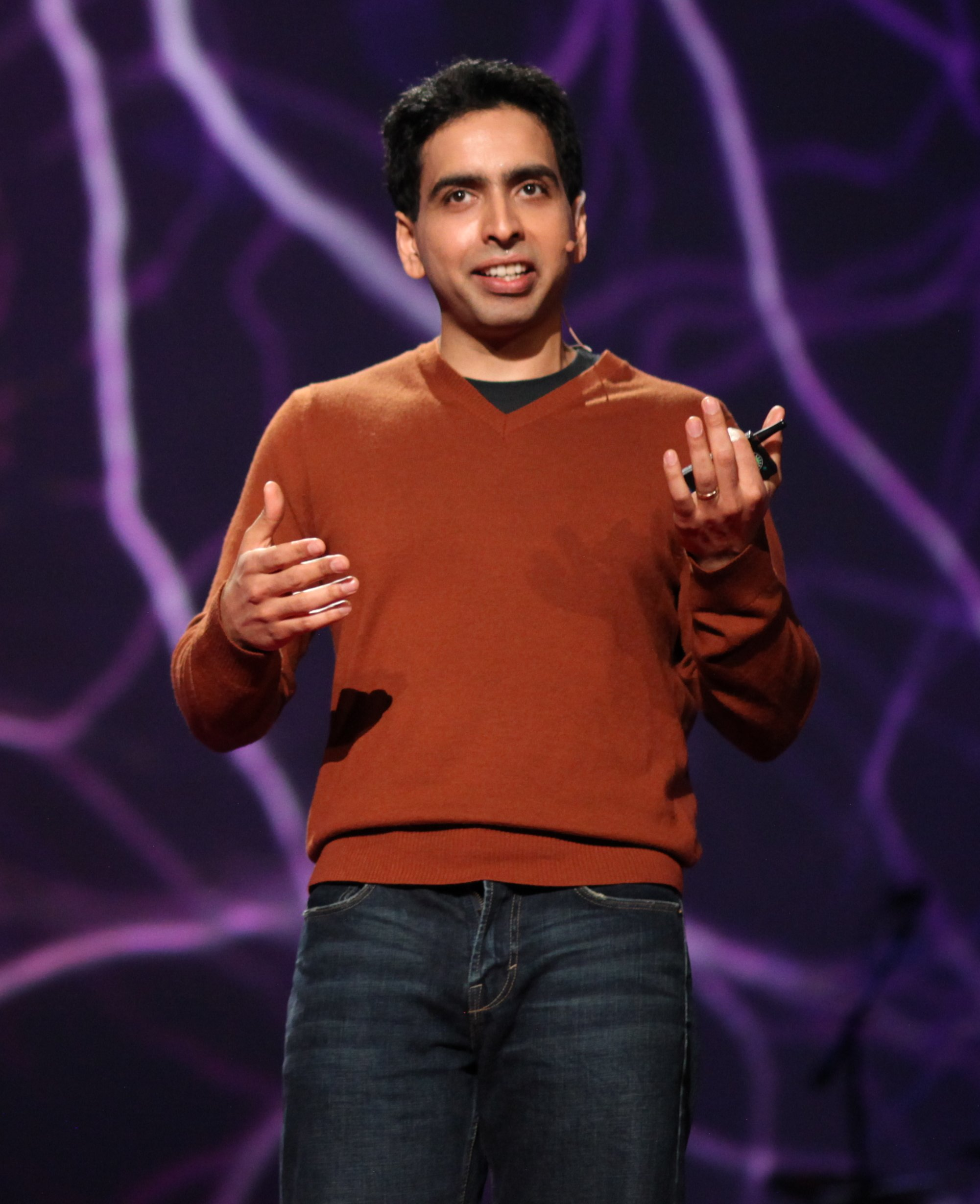
Salman Khan 2011

Salman Khan (* 11. Oktober 1976 in New Orleans) ist ein US-amerikanischer Pädagoge und Unternehmer. Er ist Gründer und Geschäftsführer des kostenlosen Lernportals Khan Academy. Dafür erstellte er über 3.000 Lehrvideos.

## Leben
Salman „Sal“ Khan wurde in Metairie, einem Vorort von New Orleans, geboren. Khan wuchs bei seiner Mutter in New Orleans auf und besuchte eine öffentliche Schule. Sein Vater stammte aus Barisal in Bangladesch, seine Mutter aus Kalkutta. Er studierte Mathematik, Ingenieurwissenschaften und Informatik am Massachusetts Institute of Technology und von 2001 bis 2003 Betriebswirtschaftslehre an der Harvard Business School. Während er am MIT studierte, begann er sich für Pädagogik zu interessieren. Dort entwickelte er eine Mathematik-Software für Kinder mit ADHS. Schon im Jahre 2004 erstellte er kleine Lehrfilme, mit denen er seiner Cousine digital Nachhilfe in Mathematik gab. Aufgrund des Erfolgs produzierte Khan bald weitere Videos zur Erklärung naturwissenschaftlicher Inhalte, die er seit 2006 auf YouTube zur Verfügung stellte und die aufgrund ihrer guten Verständlichkeit sehr populär wurden. 2008 erklärte er den Zuschauern des Fernseh-Nachrichtenkanals CNN nach seiner Methode live die Zusammenhänge der die Wirtschaft der Nation lähmenden Finanzkrise aufgrund von Immobilienspekulationen. Bis 2009 arbeitete er als Finanzanalyst bei Connective Capital Management in Boston; dann gab er die Position jedoch auf, um sich ganz der Entwicklung seiner Lernmethode zu widmen. Er gründete die gemeinnützige Khan Academy und finanzierte vorerst sein Leben aus Ersparnissen. Seit 2010 ist die Akademie so populär, dass er darüber seinen Lebensunterhalt finanziert. 2014 gründete er die Laborschule Khan Lab School.
Khans pädagogische Idee ist es, dass Schüler besser lernen, wenn sie den Prozess des Wissenserwerbs eigenständig und in ihrem eigenen Tempo bewerkstelligen können. Anschließend sollten sie in Teamarbeit das erlernte Wissen anwenden. Sein Lernansatz enthält Elemente des Mastery Learnings von Benjamin Bloom und des Umgedrehten Unterrichts. Dieses personalisierte Lernen wird an seiner Laborschule erprobt werden.
Khan wohnt mit seiner Frau, einer Fachärztin für Rheumatologie und Innere Medizin, und zwei Kindern in Mountain View (Santa Clara County).

## Auszeichnungen
- 2012: TIME listet ihn als einen der 100 einflussreichsten Menschen der Welt.[10]
- 2012: Khan ist auf der Titelseite des Forbes Magazins.[11][12]
- 2014: Heinz Award[8]
- 2016: Padma Shri[13]
- 2019: Prinzessin-von-Asturien-Preis[14]
- 2021: Ehrendoktor der Harvard Business School[15]

## Publikation
- The One World Schoolhouse: Education Reimagined. Twelve, 2012. ISBN 978-1-4555-0837-2.